# Sharif ibn Ali av Tafilalt
Sharif ibn Ali av Tafilalt, död 1659, var regerande sultan av Tafilalt i Marocko mellan 1631 och 1636. Han var en sharif som regerade över oasen Tafilalt i Marocko. Han betraktas traditionellt som grundaren av alouiterdynastin, som sedan kom till makten i hela Marocko genom hans söner. 